# Laurent Depoitre
Laurent Depoitre (Tournai, 7 dicembre 1988) è un ex calciatore belga, di ruolo attaccante.

## Carriera

### Club

#### Belgio
Cresce calcisticamente nelle giovanili dell'AS Montkainoise e del R.E. Mouscron. Successivamente si trasferisce nel Tournai, squadra della sua città natale, esordendo in prima squadra nel 2005. Il 1º luglio 2006 si trasferisce al RRC Péruwelz e tre stagioni dopo, nell'estate del 2009, passa all'Eendracht Aalst. Il 1º luglio 2012 si trasferisce all'Ostenda dove rimane due anni totalizzando 76 presenze e 26 reti. Nell'estate del 2014 passa a parametro zero al Gent dove totalizza 92 presenze e 31 reti.

#### Porto e Huddersfield Town
L'8 agosto 2016 si trasferisce ai portoghesi del Porto per 6 milioni di euro firmando un contratto quadriennale. Dopo una sola stagione, tuttavia, lascia la squadra lusitana per trasferirsi all'Huddersfield Town, club neopromosso in Premier League, dove firma un contratto biennale con opzione per una terza stagione.

### Nazionale
Il 10 ottobre 2015 debutta con la nazionale belga giocando da titolare in occasione della partita valida per le qualificazioni al campionato europeo di calcio 2016 vinta per 4-1 sul campo della nazionale andorrana, dove segna anche una rete.

## Statistiche

### Presenze e reti nei club
Statistiche aggiornate al 16 dicembre 2019.
| Stagione                    | Squadra                     | Campionato                  | Campionato | Campionato | Coppe nazionali | Coppe nazionali | Coppe nazionali | Coppe continentali | Coppe continentali | Coppe continentali | Altre coppe | Altre coppe | Altre coppe | Totale | Totale |
| Stagione                    | Squadra                     | Comp                        | Pres       | Reti       | Comp            | Pres            | Reti            | Comp               | Pres               | Reti               | Comp        | Pres        | Reti        | Pres   | Reti   |
| --------------------------- | --------------------------- | --------------------------- | ---------- | ---------- | --------------- | --------------- | --------------- | ------------------ | ------------------ | ------------------ | ----------- | ----------- | ----------- | ------ | ------ |
| 2005-2006                   | RFC Tournai                 | DK                          | 18         | 5          | CB              | 0               | 0               | -                  | -                  | -                  | -           | -           | -           | 18     | 5      |
| 2006-2007                   | RFC Tournai                 | DK                          | 13         | 6          | CB              | 0               | 0               | -                  | -                  | -                  | -           | -           | -           | 13     | 6      |
| Totale RFC Tournai          | Totale RFC Tournai          | Totale RFC Tournai          | 31         | 13         |                 | 0               | 0               |                    | -                  | -                  |             | -           | -           | 45     | 17     |
| 2007-2008                   | Mouscron Peruwelz           | DK                          | 13         | 5          | CB              | 0               | 0               | -                  | -                  | -                  | -           | -           | -           | 13     | 5      |
| 2008-2009                   | Mouscron Peruwelz           | DK                          | 30         | 11         | CB              | 2               | 1               | -                  | -                  | -                  | -           | -           | -           | 32     | 12     |
| Totale Royal Excel Mouscron | Totale Royal Excel Mouscron | Totale Royal Excel Mouscron | 43         | 16         |                 | 2               | 1               |                    | -                  | -                  |             | -           | -           | 45     | 17     |
| 2009-2010                   | Eendracht Aalst             | DK                          | 0          | 0          | CB              | 1               | 0               | -                  | -                  | -                  | -           | -           | -           | 1      | 0      |
| 2010-2011                   | Eendracht Aalst             | DK                          | 14         | 8          | CB              | 2               | 1               | -                  | -                  | -                  | -           | -           | -           | 16     | 9      |
| 2011-2012                   | Eendracht Aalst             | TK                          | 33         | 8          | CB              | 0               | 0               | -                  | -                  | -                  | -           | -           | -           | 33     | 8      |
| Totale Eendracht Aalst      | Totale Eendracht Aalst      | Totale Eendracht Aalst      | 47         | 16         |                 | 3               | 1               |                    | -                  | -                  |             | -           | -           | 50     | 17     |
| 2012-2013                   | Ostenda                     | TK                          | 34         | 14         | CB              | 5               | 2               | -                  | -                  | -                  | -           | -           | -           | 39     | 16     |
| 2013-2014                   | Ostenda                     | PL                          | 28+3       | 5+2        | CB              | 6               | 3               | -                  | -                  | -                  | -           | -           | -           | 37     | 10     |
| Totale Ostenda              | Totale Ostenda              | Totale Ostenda              | 62+3       | 19+2       |                 | 11              | 5               |                    | -                  | -                  |             | -           | -           | 76     | 26     |
| 2014-2015                   | Gent                        | PL                          | 29+6       | 12+1       | CB              | 5               | 1               | -                  | -                  | -                  | -           | -           | -           | 40     | 14     |
| 2015-2016                   | Gent                        | PL                          | 27+8       | 12+2       | CB              | 5               | 1               | UCL                | 7                  | 1                  | SB          | 1           | 1           | 47     | 17     |
| lug.-ago. 2016              | Gent                        | PL                          | 2          | 0          | CB              | 0               | 0               | UEL                | 1+1                | 1                  | -           | -           | -           | 4      | 1      |
| ago. 2016-2017              | Porto                       | PL                          | 7          | 1          | CP+CdL          | 2+3             | 1+0             | UCL                | 1                  | 0                  | -           | -           | -           | 13     | 2      |
| 2017-2018                   | Huddersfield Town           | PL                          | 33         | 6          | FACup+CdL       | 1+1             | 0               | -                  | -                  | -                  | -           | -           | -           | 35     | 6      |
| 2018-2019                   | Huddersfield Town           | PL                          | 23         | 0          | FACup+CdL       | 1+1             | 0               | -                  | -                  | -                  | -           | -           | -           | 25     | 0      |
| Totale Huddersfield Town    | Totale Huddersfield Town    | Totale Huddersfield Town    | 56         | 6          |                 | 4               | 0               |                    | -                  | -                  |             | -           | -           | 60     | 6      |
| 2019-2020                   | Gent                        | PL                          | 22         | 8          | CB              | 1               | 0               | UEL                | 12                 | 7                  | -           | -           | -           | 35     | 15     |
| 2020-2021                   | Gent                        | D1                          | 22+1       | 2+0        | CB              | 1               | 0               | UCL+UEL            | 3+1                | 0+0                | -           | -           | -           | 28     | 2      |
| 2021-2022                   | Gent                        | D1                          | 22         | 9          | CB              | 4               | 1               | UECL               | 12                 | 0                  | -           | -           | -           | 38     | 10     |
| Totale Gent                 | Totale Gent                 | Totale Gent                 | 124+15     | 43+3       |                 | 16              | 4               |                    | 37                 | 9                  |             | 1           | 0           | 193    | 59     |
| Totale carriera             | Totale carriera             | Totale carriera             | 388        | 118        |                 | 41              | 11              |                    | 38                 | 9                  |             | 1           | 1           | 468    | 139    |

### Cronologia presenze e reti in nazionale
| Cronologia completa delle presenze e delle reti in nazionale ― Belgio | Cronologia completa delle presenze e delle reti in nazionale ― Belgio | Cronologia completa delle presenze e delle reti in nazionale ― Belgio | Cronologia completa delle presenze e delle reti in nazionale ― Belgio | Cronologia completa delle presenze e delle reti in nazionale ― Belgio | Cronologia completa delle presenze e delle reti in nazionale ― Belgio | Cronologia completa delle presenze e delle reti in nazionale ― Belgio | Cronologia completa delle presenze e delle reti in nazionale ― Belgio |
| Data                                                                  | Città                                                                 | In casa                                                               | Risultato                                                             | Ospiti                                                                | Competizione                                                          | Reti                                                                  | Note                                                                  |
| --------------------------------------------------------------------- | --------------------------------------------------------------------- | --------------------------------------------------------------------- | --------------------------------------------------------------------- | --------------------------------------------------------------------- | --------------------------------------------------------------------- | --------------------------------------------------------------------- | --------------------------------------------------------------------- |
| 10-10-2015                                                            | Andorra la Vella                                                      | Andorra                                                               | 1 – 4                                                                 | Belgio                                                                | Qual. Euro 2016                                                       | 1                                                                     | 72’                                                                   |
| Totale                                                                |                                                                       | Presenze                                                              | 1                                                                     |                                                                       | Reti                                                                  | 1                                                                     |                                                                       |

## Palmarès

### Club

#### Competizioni nazionali
- Derde klasse: 1

Eendracht Aalst: 2010-2011
- Campionato belga di seconda divisione: 1

Ostenda: 2012-2013
- Campionato belga: 1

Gent: 2014-2015
- Supercoppa del Belgio: 1

Gent: 2015
- Coppa del Belgio: 1

Gent: 2021-2022